# Гао Цзинь
Гао Цзинь (Gao Jin, 高津; род. 1959, Цзинцзян) — китайский генерал-полковник (28.07.2017), член ЦК КПК 19-го созыва, кандидат в члены ЦК 18-го созыва. С 2019 года начальник Департамента тылового обеспечения Центрвоенсовета Китая (Logistic Support Department of the Central Military Commission). Ветеран Ракетных войск НОАК, в рядах которых провёл около 30 лет — с 1985 года. В 2014—2016 гг. президент Академии военных наук НОАК. В 2015—2019 гг. командующий Войсками стратегической поддержки НОАК.
Корнями из провинции Хэнань. Родился в семье офицеров НОАК.
Вся его карьера до 2014 года проходила во Второй артиллерии НОАК (ныне это Ракетные войска НОАК), с 2011 года глава там штаба. Генерал-лейтенант (июль 2013). С июля 2014 г. помощник главы Генштаба НОАК, с декабря и в 2014—2016 гг. президент Академии военных наук НОАК. 31 декабря 2015 года назначен первым командующим Войсками стратегической поддержки НОАК. Генерал-полковник (28.07.2017). С апреля 2019 года начальник Департамента тылового обеспечения ЦВС КПК/ЦВС КНР (Logistic Support Department of the Central Military Commission). Его называют возможным кандидатом в члены Центрвоенсовета с 2022 года.
Автор работ в военных журналах.